# 페르난도 라마스

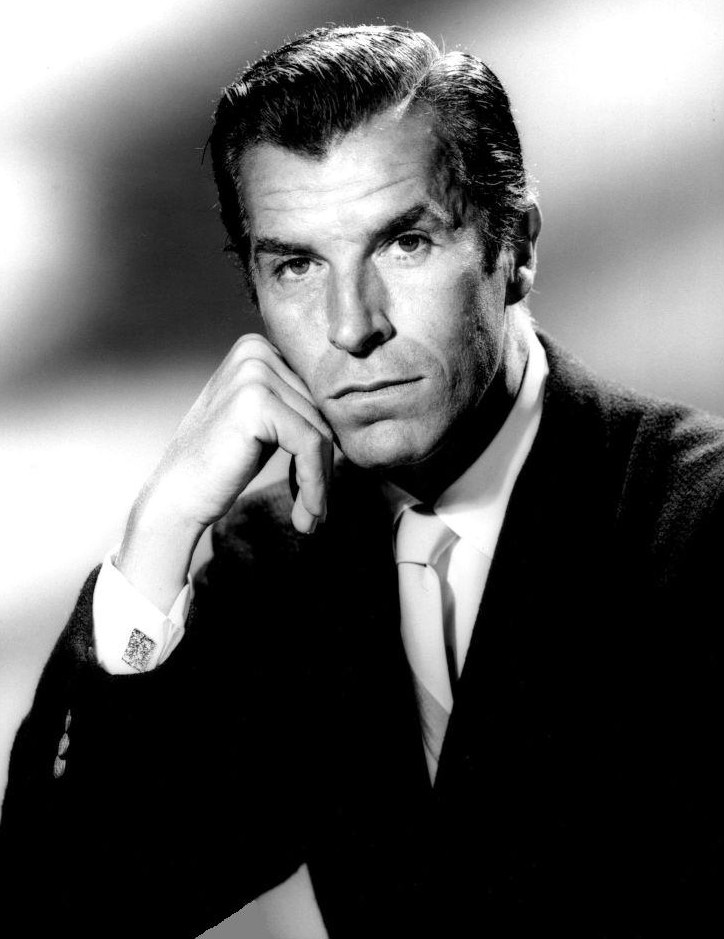

페르난도 라마스(Fernando Lamas, 1915년 1월 9일 ~ 1982년 10월 8일)는 아르헨티나의 각본가, 텔레비전 배우, 영화배우, 텔레비전 감독이다.
부에노스아이레스에서 태어났으며 로스앤젤레스에서 사망하였다. 사인은 췌장암이다.

## 영화
- 스파이더맨 - 78년 시리즈 (1978년)
- 카사블랑카의 살인 (1978년)
- 사랑의 유람선 (1977년)
- 경찰 초년병 (1972년)
- 100정의 라이플 (1969년)
- 비밀지령 (1968년)
- 킬 어 드래곤 (1967년)
- 제5전선 (1966년)
- 전투 (1962년)
- 잃어버린 세계 (1960년)
- 로즈 마리 (1954년)
- 덴저러스 웬 웻 (1953년)
- 메리 위도우 (1952년)
- 리치 영 앤 프리티 (1951년)
- 어벤저스 (1950년)